# Џек, убица дивова
Џек, убица дивова (енгл. Jack the Giant Slayer) амерички је фантастично-авантуристички филм из 2013. године, редитеља и копродуцента Брајана Сингера и сценариста Дарена Лемкеа, Кристофера Макворија и Дена Стаднија, по причи Лемкеа и Дејвида Добкина. Филм се темељи на британским бајкама „Џек, убица дивова” и „Џек и чаробни пасуљ”, а главне улоге глуме Николас Хоулт, Еленор Томлинсон, Стенли Тучи, Ијан Макшејн, Бил Нај и Јуан Макгрегор. Филм говори причу о Џеку, младом фармеру који мора да спасе принцезу од расе дивова након што је нехотице отворио капију ка њиховој земљи на небу.
Развој филма почео је 2005. године, када је Лемке први изнео идеју. Ди Џеј Карусо је у јануару 2009. ангажован да режира филм, али је у септембру исте године Карусоа заменио Сингер, који је ангажовао Макворија и Стаднија да прераде сценарио. Главне улоге су подељене до фебруара и марта 2011, а снимање је започело у априлу 2011. у Енглеској са локацијама у Самерсету, Глостерширу и Норфоку. Објављивање филма је померено назад у постпродукцији, како би се оставило више времена за специјалне ефекте и маркетинг.
Премијера филма била је 26. фебруара 2013. године у Холивуду. Објављен је 1. марта 2013. године у Сједињеним Државама, добивши помешане критике и остваривши неуспех на биоскопским благајнама. Филм је објављен 21. марта 2013. године у Србији, дистрибутера Tuck Vision-а.

## Радња
У Краљевству Клојстер, Џек, млади дечак са фарме, фасциниран је легендом о Ерику, древном краљу који је победио инвазију војске дивова из царства на небу контролишући их магичном круном. Истовремено, принцеза Изабела постаје фасцинирана истом легендом.
Десет година касније, Џек одлази у град да прода свог коња да би издржавао фарму свог стрица. Тамо Џек примећује Изабелу и постаје заљубљен у њу након што је одбранио њену част од групе хулигана. У међувремену, лорд Родерик се враћа у своју радну собу, где открива да га је монах опљачкао. Монах нуди Џеку чаробни пасуљ који је украо од Родерика као залог за Џековог коња. Вративши се у замак, Изабела се свађа са својим оцем, краљем Брамвелом, јер жели да истражи краљевство, али он жели да она остане и уда се за Родерика. Исто тако, Џеков ујак га кори да је био глуп, пре него што је бацио пасуљ на под и изашао из куће.
Одлучна да буде слободна, Изабела се искрада из замка и тражи склониште од кише у Џековој кући. Док пада киша, један пасуљ пусти корен и прерасте у масивну стабљику пасуља која носи кућу и Изабелу на небо, док Џек пада на земљу.
Џек, Родерик и Родериков пратилац, Вик, добровољно се придруже краљевим витезовима, предвођеним Елмонтом и његовим другим командантом, Кроуом, и пењу се на стабљику пасуља у потрази за Изабелом. Док су се пењали, Родерик и Вик су пресекли сигурносни конопац, намерно убивши неке од витезова. На врху откривају краљевство дивова и одлучују да се поделе у две групе: једну са Џеком, Елмонтом и Кроуом, а другу укључујући Родерика и Вика, али не пре него што Родерик на силу узме преостале пасуљ од Џека (иако Џек успева да сачува један за себе).
Џекову групу заробљава див, који узима Елмонта и Кроа као заробљенике, док Џек бежи. У међувремену, Родерикова група наилази на два друга дива; један једе Вика, али пре него што други може да учини исто Родерику, Родерик ставља магичну круну.
Џек прати дива до њиховог упоришта, где је двоглави вођа дивова, Фалон, убио Кроа. Џек проналази Изабелу и Елмонта тамо затворене. Док се дивови спремају да убију своје преостале затворенике, Родерик улази и поробљава дивове круном. Он каже дивовима да ће напасти Клојстер у зору и даје им дозволу да поједу Изабелу и Елмонта. Џек спасава Изабелу и Елмонта док се један од дивова спрема да кува Елмонта као виршлу у тесту. Тројац стиже до стабљике пасуља, где Џек успева да сруши дива који чува стабљику пасуља са ивице царства. Видевши дивово тело, Брамвел наређује да се стабљика пасуља посече како би избегао инвазију дивова.
Џек и Изабела крећу низ стабљику пасуља, док Елмонт остаје да се суочи са Родериком. Елмонт убија Родерика, али Фалон преузима круну пре него што је Елмонта, а Елмонт је приморан да побегне низ стабљику пасуља. Џек, Изабела и Елмонт преживе пад након што се стабљика пасуља посече. Док се сви враћају кући, Џек упозорава да дивови користе Родериков пасуљ да направе стабљике пасуља да би се спустили на Земљу и напали Клојстер.
Дивови јуре Џека, Изабелу и Брамвела до замка, где Елмонт пуни јарак уљем и запали га. Фалон пада у јарак и проваљује у замак одоздо. Како се опсада наставља, Фалон хвата Џека и Изабелу, али Џек баца последњи пасуљ у Фалоново грло пре него што џин може да поједе принцезу, због чега му стабљика пасуља разара тело. Џек узима круну и шаље дивове назад у њихово царство.
Џек и Изабела се венчавају и својој деци причају причу о дивовима. Како време пролази, магична круна је направљена у круну Светог Едварда и обезбеђена је у Лондонској Кули.

## Улоге
| Глумац            | Улога         |
| ----------------- | ------------- |
| Николас Хоулт     | Џек           |
| Еленор Томлинсон  | Изабела       |
| Стенли Тучи       | лорд Родерик  |
| Ијан Макшејн      | краљ Брамвел  |
| Бил Нај           | генерал Фалон |
| Јуан Макгрегор    | Кроу          |
| Еди Марсан        | Кру           |
| Јуен Бремнер      | Вик           |
| Корнел Џон        | Фи            |
| Ендру Брук        | Фај           |
| Ангус Барнет      | Фо            |
| Бен Данијелс      | Фам           |
| Кристофер Фербенк | Џеков стриц   |
| Тим Фоли          | Џеков отац    |
| Танди Рајт        | краљица       |